# Amparo Poch y Gascón
Amparo Poch y Gascón, nota anche con lo pseudonimo di doctora Salud Alegre (Saragozza, 15 ottobre 1902 – Tolosa, 1968), è stata un'anarchica, saggista e medico spagnola, figura eminente del Femminismo spagnolo fu tra le fondatrici del movimento anarco-femminista Mujeres Libres.

## Biografia

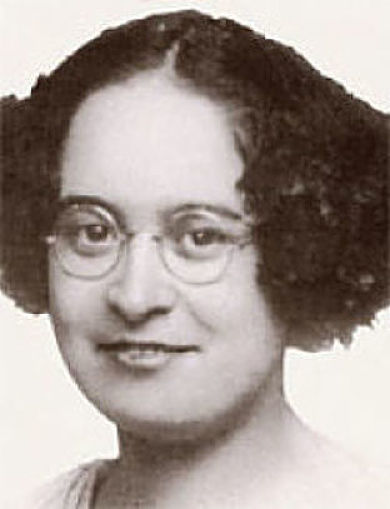
Amparo Poch y Gascon

Proveniente da una famiglia della media borghesia, dopo gli studi magistrali si iscrisse alla facoltà di Medicina. Si mise rapidamente in luce sia per l'eccellenza dei risultati (il massimo dei voti con lode in tutte le materie), sia per l'originalità delle sue idee femministe, unica donna in un corso di 435 allievi.
Nel 1923 nel corso del primo congresso nazionale degli studenti (dominato da organizzazioni cattoliche) mise apertamente in discussione il ruolo tradizionale della donna. Sulla stampa locale iniziò una battaglia che sarebbe durata tutta la vita a favore dell'emancipazione femminile, del diritto di studio delle donne e del miglioramento delle condizioni di salute delle donne operaie.
Appena laureata aprì una “Clinica medica per donne e bambini con un orario speciale per le operaie” e scrisse i due saggi "Libretto di consigli per le mamme" (premiato col Premio dr. Borobio per la protezione dell'infanzia) e "La vita sessuale della donna"..
Trasferitasi a Madrid nel 1934 aprì una clinica medica per donne e bambini e collaborò con la Mutua medica della Confederación Nacional del Trabajo. Svolse un'intensa opera di prevenzione delle maternità non desiderate (fu tra le prime ad introdurre in Spagna il Metodo Ogino-Knaus), delle malattie da lavoro, della Sifilide e della Tubercolosi. Su questi temi svolse una continua attività di conferenziera e di divulgatrice. Sostenitrice dell'Amore libero ebbe nel corso della sua vita numerosi compagni, con cui condivideva la vita amorosa e politica.
Di idee anarchiche si rese ben presto conto dei limiti delle organizzazioni "miste" della CNT e si dedicò allo sviluppo dell'associazione Mujeres Libres, nel 1936 insieme a Lucía Sánchez Saornil e a Mercedes Comaposada fondò l'omonima rivista a cui collaborò poi assiduamente con poesie, articoli di medicina, puericultura e saggi femministi. Con lo pseudonimo di doctora Salud Alegre curò una rubrica di divulgazione medica.
Come pacifista presiedette il comitato spagnolo dell'organizzazione War-Resisters International. Durante la Guerra civile spagnola ricoprì incarichi politici e sanitari, fu consigliera medica del Consiglio nazionale per l'assistenza sociale, organizzando le "case dei bambini" e, dopo il trasferimento a Barcellona nel 1937, diresse la "casa della donna lavoratrice", dove con le sue allieve aprì un consultorio pediatrico ed organizzò corsi di autoformazione. Fu anche tra le organizzatrici dell'assistenza sanitaria bellica. 
Con l'avvicinarsi della sconfitta si dedicò all'evacuazione di bambini, anziani e feriti e poi, in Francia, all'assistenza medica dei rifugiati. Dopo la fine della Seconda guerra mondiale continuò a collaborare con la stampa libertaria e con organizzazioni antifasciste.